# Salvador Chuliá Hernández
Salvador Chuliá Hernández (Catarroja, 19 mei 1944 – 5 augustus 2025) was een Spaans componist, muziekpedagoog en dirigent.

## Levensloop
Zijn eerste muzikale opleiding kreeg hij bij de Sociedad Musical “La Artesana" de Catarroja. Chuliá Hernández studeerde compositie, saxofoon, piano, harmonie, contrapunt, fuga, orkestdirectie aan het Conservatorio Superior de Música de Valencia en aan het Conservatorio Superior de Música "Manuel Massotti Littel" te Murcia. Zijn leraren waren José María Cervera Lloret, José Ferriz Llorens, José Roca Coll, José Javier Pastor Pastor en Manuel Massotti Littel.
Hij was dirigent van de Banda Sinfónica del "Sociedad Musical" de Benifayó, de Banda de Música del Sociedad Musical "La Artesana“ de Catarroja en de Banda de Música  del Sociedad Unión Artístico-Musical de Navajas. Als gastdirigent heeft hij koren gehad, banda's (harmonieorkesten) en orkesten in Spanje, Frankrijk en Duitsland gedirigeerd.
Tot hoge leeftijd was hij professor en sinds 1992 directeur van het Conservatorio Municipal de Música "José Iturbi" de Valencia. Eveneens was hij dirigent van de banda en het orkest van dit conservatorium en ook president van de Asociación de Compositores Sinfónicos Valencianos (COSICOVA). Hij stichtte de groep "Metales Catedralicios de Valencia" en was ook hun dirigent. Hij kreeg verschillende prijzen en onderscheidingen, zowel als componist alsook als dirigent, onder andere de "Juegos Florales de Paterna" in 1975, "Joan Senent" in 1977, "Nuestra Señora de la Esperanza", de Onda in 1981 en "Villa de Almusafes" in 1984.
Hij overleed in augustus 2025 op 81-jarige leeftijd.

## Composities

### Werken voor orkest
- 1997 Naskigo, voor symfonieorkest
- Homenaje pour Maurice André, voor trompet en orkest
- Tríptico elegíaco para un percusionista, voor symfonieorkest

### Werken voor banda (harmonieorkest)
- 1971 Pascual Cortés, paso-doble de concierto
- 1971 Carmen Hernández, paso-doble de concierto
- 1973 Joaquín Pedro, paso-doble de concierto
- 1977 Espíritu Valenciano (bekrond met de 1e prijz "Joan Senent Ibañes", in 1977)
- 1981 Movimientos Cíclicos para Banda
  1. Misterioso - Tempo de marcha - Largo - Allegro Lieto - Adagio misterioso - Tempo de Danza-Ageuole - Allegro vivo
- 1987 Díptico Sinfónico
  1. Adagieto - Allegro Vivace - Adagieto - Majestuoso
  2. Hogaño - Lento - Allegro - Lento - Allegretto - Allegro - Lento
- 1998 Episodios Sinfónicos
  1. Destellos
  2. Canción de cuna
  3. Jota Final
- 2000 A Navajas, paso-doble
- 2000 Carrer Major, paso-doble
- 2000 Jaume Antón, paso-doble de concierto
- 2000 Lolerías, paso-doble
- 2004 Ariadna Hernández, paso-doble de concierto[2]
- 2005 Sinfonia Valentina
  1. Introducción -Allegro -Adagio -Allegro
  2. Largo -Allegro -Andante
  3. Majestuoso -Allegro -Andante - Cadencia
  4. Reexposición -Allegro –Majestuoso final

### Vocale muziek
- 1993 Duerme mi Niño (Canción de Cuna), voor sopraan en piano
- 1998 Petenera Andaluza, voor zang en piano - tekst: Federico García Lorca
- 1999 Díptico sobre poemas de San Juan de la Cruz, voor zang en piano
- 1999 Niño Daniel - canción de cuna, voor zang en piano

### Kamermuziek
- 1982 Amoretes, voor hobo en piano
- 1988 Festival para Trompeta y Organo, voor trompet en orgel
  1. Allegro non troppo
  2. Adagio
  3. Andante - Allegro final
- 1995 Introducción y Polca, voor trompet en piano
- 2004 Para Blanca, voor viool en piano
- Adagio Sentimental, voor hobo en piano
- Euterpe, voor blazerskwintet (fluit, hobo, klarinet, fagot en hoorn)

### Werken voor piano
- 1990 Moviments per a Piano
- 1995 Homenaje a José Iturbi

### Werken voor gitaar
- 2002 Preludio-homenaje

## Publicaties
- Salvador Chuliá Hernández: Apuntes de Armonía - Primera Parte. Piles Edition, Valencia. 2001. 159 p.
- Salvador Chuliá Hernández: Apuntes de Armonía - Segunda Parte. Piles Edition, Valencia. 2002. 174 p.
- Salvador Chuliá Hernández: Apuntes de Armonía - Tercera Parte. Piles Edition, Valencia.
- Salvador Chuliá Hernández: Lecturas. Repentización y Transposición - 125 títulos - teoría y práctica. Piles Edition, Valencia. 1991. 87 p.

## Media
1. ↑  Muere Salvador Chuliá, Hijo Predilecto de Catarroja y referente de la música valenciana
2. ↑  Ariadna Hernández door Banda de Música Asociación Artístico Musical de Oliva o.l.v. Lamberto Olmos

- Biblioteca Nacional de España: XX1029597
- International Standard Name Identifier: 0000 0000 5921 5226
- Library of Congress Control Number: n82012880
- Virtual International Authority File: 75187729
- WorldCat: E39PBJqFGV7bywRQv3gfW4hrbd